# Cronulla
Cronulla es un suburbio de Sídney, Australia situado a 20 km al sur del Centro de Sídney en la condado de Sutherland. Está conectado con los suburbios del oeste con un tren. Es un suburbio de 16 754 habitantes. Cronulla se sitúa entre el estuario del río George al norte y Port Hacking al sur.

## Galería

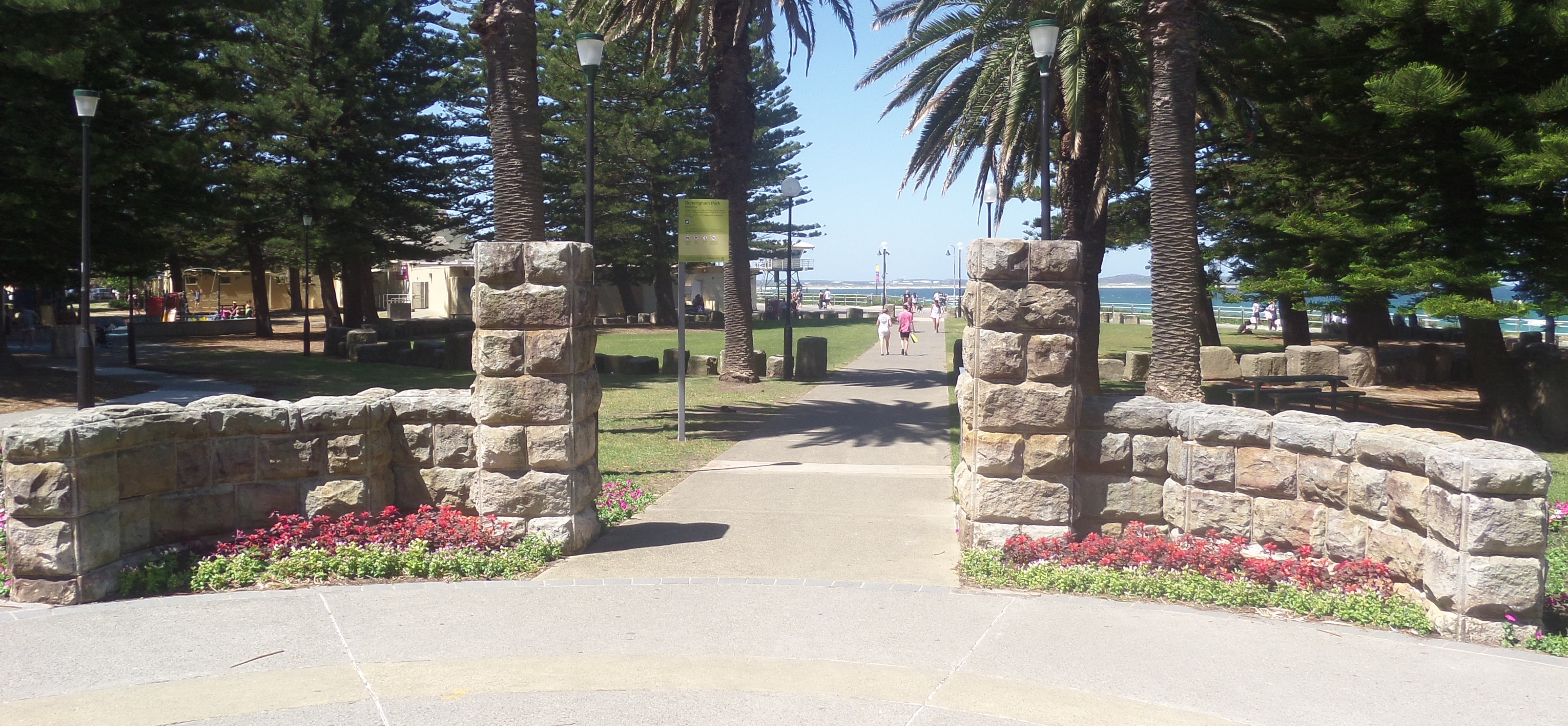
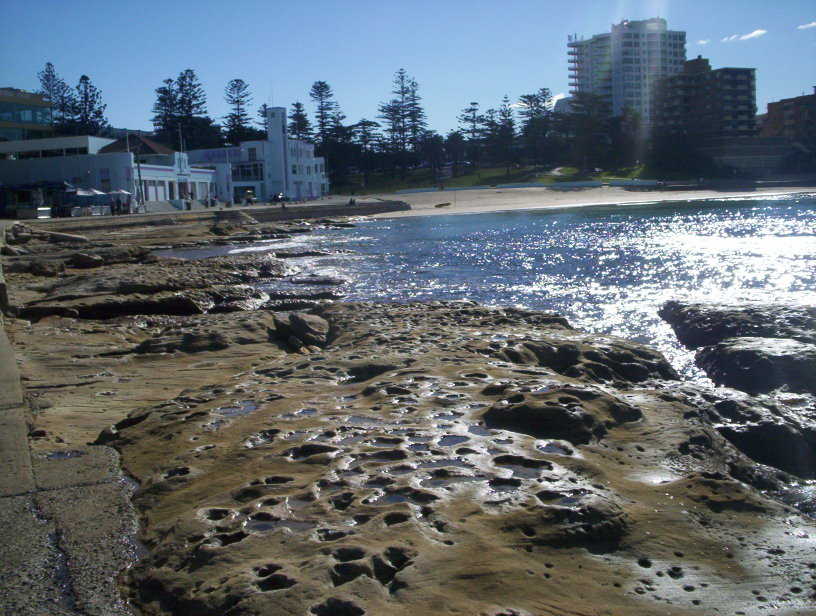
Playa de Cronulla